# 신왕전
신왕전(新王戰)은 스포츠서울이 주최했던 대한민국의 바둑 기전이었다. 신왕전은 35세 이하, 6단 이하의 젊은기사들을 대상으로한 기전이었다. 

## 역대 우승자
| 회수 | 연도 | 우승            | 전적  | 준우승          |
| ---- | ---- | --------------- | ----- | --------------- |
| 1    | 1986 | 정수현 五단     | 2 - 1 | 강훈(大) 四단   |
| 2    | 1987 | 유창혁 三단     | 2 - 0 | (故)임선근 四단 |
| 3    | 1988 | 문용직 四단     | 2 - 0 | (故)박종렬 三단 |
| 4    | 1989 | (故)임선근 六단 | 2 - 0 | 양재호 六단     |
| 5    | 1990 | 이창호 四단     | 2 - 0 | (故)정현산 二단 |